# Julian Casey
Julian Casey (* 1968 in Dublin) ist ein irischer Schauspieler und Synchronsprecher.

## Karriere
Julian Casey wurde in Dublin geboren und verbrachte dort die ersten sechs Jahre seines Lebens, bevor er mit seinen Eltern nach Sambia zog. Danach folgte ein weiterer Umzug nach England und anschließend nach Katar. Von 1980 bis 1986 besuchte Casey das College in seiner Geburtsstadt Dublin.
Später studierte Casey Theaterwissenschaften an der Concordia University im kanadischen Montreal und arbeitet seit 1998 als aktiver Schauspieler. Er spielte unter anderem Rollen in Filmen wie Sir Arthur Conan Doyle’s Lost World (1998), Jenseits aller Grenzen (2003) und Head in the Clouds (2004). 
2010 war er in der Neuverfilmung von Ben Hur in der Rolle des Jesus von Nazaret zu sehen. Seit 2007 leiht er auch diversen Charakteren in Videospielen wie Assassin’s Creed, Far Cry 2 und Prince of Persia des Öfteren seine Stimme.
Casey lebt heute in Montreal. Er ist verheiratet und Vater von zwei Söhnen. 

## Filmografie
- 1998: Sublet
- 1998: Der Preis der Begierde
- 1998: Sir Arthur Conan Doyle’s Lost World
- 1999: Die Schattenkrieger (Serie)
- 1999: To Rich: The Secret Life of Doris Duke (Fernsehfilm)
- 1999: Quand je serai parti... vous vivrez encore
- 2000: Ein ganz besonderes Weihnachtsfest (Fernsehfilm)
- 2001: Sherlock Holmes: Skandal in Böhmen (Fernsehfilm)
- 2002: Sherlock Holmes – Der Vampir von Whitechapel (Fernsehfilm)
- 2003: Wall of Secrets (Fernsehfilm)
- 2003: Jenseits aller Grenzen
- 2004: Head in the Clouds
- 2005: Amnesia: The James Brighton Enigma
- 2007: No Brother of Mine (Fernsehfilm)
- 2007: Assassin’s Creed (Stimme)
- 2008: Far Cry 2 (Stimme)
- 2009: Missing (Kurzfilm)
- 2009: Assassin’s Creed II (Stimme)
- 2010: Ben Hur (Miniserie)
- 2010: Prince of Persia – Die vergessene Zeit (Stimme)
- 2011: Deus Ex: Human Revolution (Stimme)
- 2012: Far Cry 3 (Stimme)
- 2016: Stories: The Path of Destinies (Stimme)
- 2021: Fatherhood